# Cessna 182 Skylane
Cessna 182 Skylane är ett högvingat flygplan i helmetallkonstruktion försett med fyra säten. 
Maskinen introducerades på marknaden för allmänflyg 1956 och har sedan dess en position som den näst mest populära modellen som producerats av Cessna, efter Cessna 172. Modellen är mycket lik Cessna 172 till utseendet men är något större samt har starkare motor och constant speed propeller, vilket gör den bättre lämpad för reseflyg än Cessna 172. Över 23 000 Cessna 182:or har producerats.
Skylane har en tillvalskonfiguration där ytterligare två säten kan installeras i bagageutrymmet, dessa säten kan främst anses vara lämpliga för barn.